# Krásný Dvůr
Krásný Dvůr là một làng thuộc huyện Louny, vùng Ústecký, Cộng hòa Séc.